# Reacțiune (politică)
Reacțiunea a fost mișcarea de la începutul secolului al XIX-lea care s-a opus continuării revoluției franceze și adoptării ideilor ei (cod civil, sistem parlamentar, drepturi fundamentale, constituție, republică etc.). Joseph de Maistre, principalul teoretician al mișcării, a considerat că teroarea este rezultatul firesc al cultului rațiunii.
În știința politică, un reacționar este o persoană care deține opiniile politice care favorizează revenirea la status quo ante (literal starea în care lucrurile erau înainte), statul politic anterior al societății pe care el sau ea crede că îl posedă (prosperitate economică, justiție, proprietate individuală, disciplină, respect pentru autoritate, etc.) care sunt în mod negativ absente din statu-quo-ul contemporan al unei societăți. Ca adjectiv, cuvântul reacționar descrie punctele de vedere și politicile menite să restabilească status quo ante. 